# 韓靜觀
韓靜觀（？—？），一作韩静，北宋宋钦宗的妃嫔。北宋时为正五品才人。
靖康之難時，她為金军俘虏，途中有了身孕（胎兒生父不明）。押运到金国后，建炎元年（金国天会五年）十二月二十一日，韓靜观在宋钦宗处生下一男孩，早殇。韩静观後成为完颜斜保的姬妾。